# ジェームズ・ブリテン

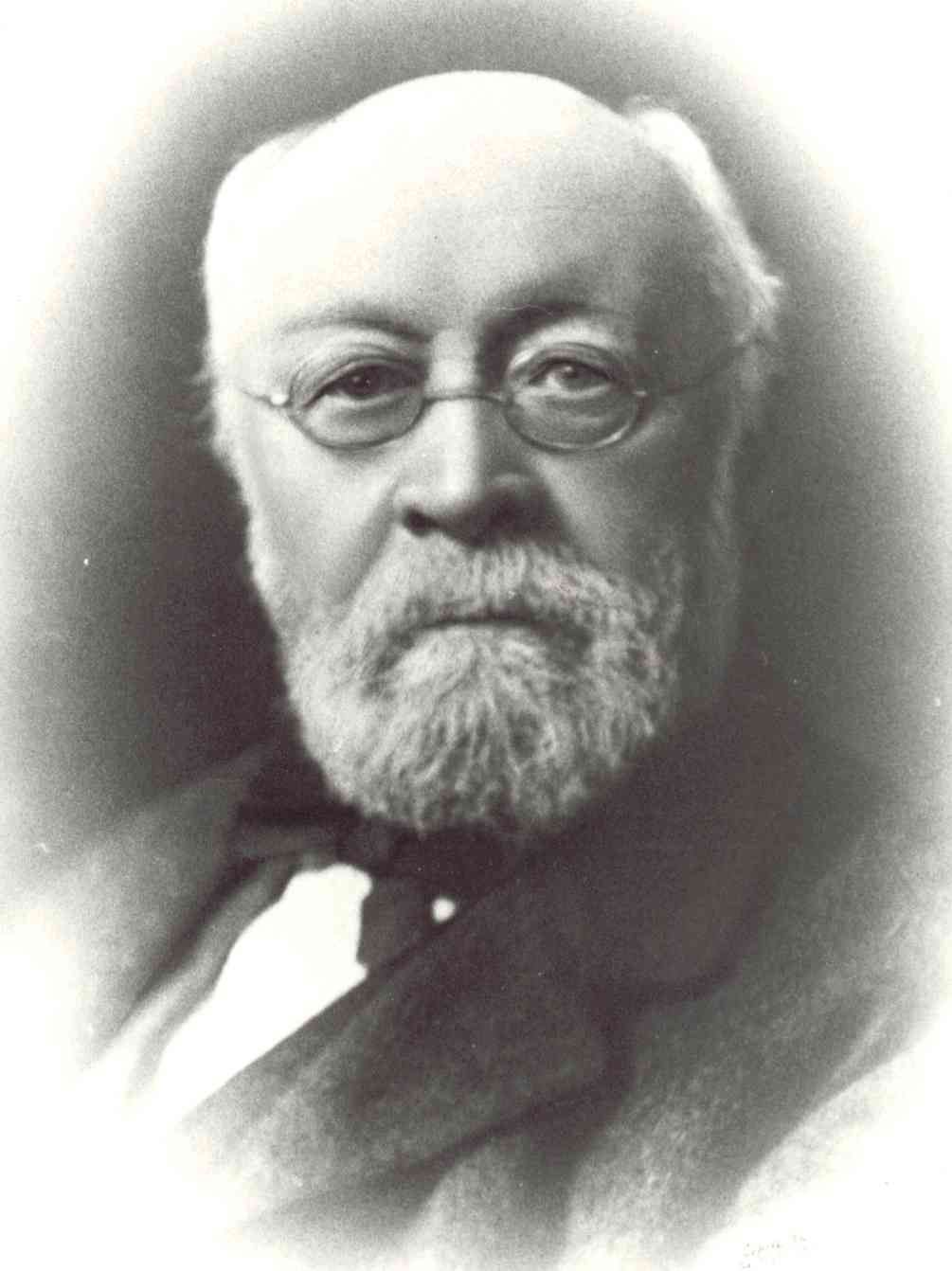
James Britten

ジェームズ・ブリテン（James Britten、1846年5月3日 - 1924年8月8日）はイギリスの植物学者である。

## 略歴
チェルシーに生まれた。家庭教師の教育を受け、1865年にハイ・ウィカム（High Wycombe）で医師として働きはじめた。植物学に興味を持ち、1863年に植物雑誌、"Journal of Botany"に論文を寄稿した。1869年に王立植物園（キューガーデン）の標本館の助手になり、1871年から大英博物館の植物部門で働き始め、1909年に引退するまで、40年近く働いた。ダニエル・オリバー（Daniel Oliver）が編集した『熱帯アフリカの植物』（ "Flora of tropical Africa" ）のベンケイソウ科の章の執筆を担当した。
1879年から、ヘンリー・トリメン（Henry Trimen）の後を継いで、"Journal of Botany"の編集者となり、没するまで編集を続けた.。ベンケイソウ科のカランコエ属の種などの多くの植物の記載を行った。
20代のはじめにカトリック改宗し、カトリック真理協会（Catholic Truth Society）で熱心に活動した。

## 著作

### 著書
- European Ferns, 1879–1881[2]
- Old Country and Farming Words, 1880
- Irish Folk-tales, S. 52–55, 184–187, 316–324, im Folk-Lore Journal, Ausgabe 1, 1883
- A Biographical Index of British and Irish Botanists, 1893
- Protestant Fiction, 1896
- Through the Heart of Patagonia, 1902

### 編者となった著作
- Journal of Botany, 1879–1924
- The Names of Herbes, A.D. 1548, 1881
- Remains of Gentilisme and Judaisme, 1686–1687, 1881